# Nobel (See)
Nobel (ukrainisch Нобель (озеро)) ist ein See im Rajon Saritschne der Oblast Riwne im Nordwesten der Ukraine. Der See wird vom Fluss Pripjat durchflossen und liegt ca. 5 km von der Grenze zu Belarus entfernt.

## Geographie
Der See hat eine maximale Länge von 3,2 km und eine maximale Breite von 2,5 km. Die Wasserfläche beträgt ca. 5 km². Die Wassertiefe beträgt bis zu 10 m bei einer Sichttiefe von ca. 2 m. Eine von Norden in den See ragende Halbinsel teilt den See in zwei etwa gleich große Hälften. Auf der Halbinsel liegt das gleichnamige Dorf Nobel. Darüber hinaus gibt es vier unbewohnte Inseln. Weitere Ortschaften am Seeufer sind Didiwka und Kotyra.